# Puerto Rico, Meta
Puerto Rico là một khu tự quản thuộc tỉnh Meta, Colombia. Thủ phủ của khu tự quản Puerto Rico đóng tại Puerto Rico Khu tự quản Puerto Rico có diện tích 3772 ki lô mét vuông. Đến thời điểm ngày 28 tháng 5 năm 2005, khu tự quản Puerto Rico có dân số 14793 người.